# Lijst van rijksmonumenten in Leiden/Boerhaavedistrict
Het Boerhaavedistrict van Leiden kent 12 inschrijvingen in het rijksmonumentenregister; hieronder een overzicht.

## Houtkwartier
Het Houtkwartier kent 7 rijksmonumenten:
| Object        | Oorspronkelijke functie?  | Bouwjaar | Architect  | Locatie            | Coördinaten?                  | Nr.?   | Afbeelding        |
| ------------- | ------------------------- | -------- | ---------- | ------------------ | ----------------------------- | ------ | ----------------- |
| Maredijkmolen | Industrie- en poldermolen | 1735     |            | Groene Maredijk 1  | 52° 10' 22" NB, 4° 29' 14" OL | 25652  | Meer afbeeldingen |
| De Herder     | Industrie- en poldermolen | 1884     |            | Haarlemmerweg 77   | 52° 10' 25" NB, 4° 29' 20" OL | 25654  | Meer afbeeldingen |
| Kikkermolen   | Industrie- en poldermolen | 1752     |            | Oegstgeesterweg 23 | 52° 10' 34" NB, 4° 29' 16" OL | 25651  | Meer afbeeldingen |
| De Keet       | Woonhuis                  | 1905/06  | H.J. Jesse | Rijnsburgerweg 35  | 52° 10' 13" NB, 4° 28' 49" OL | 515129 | Meer afbeeldingen |

## Pesthuiswijk
De Pesthuiswijk ket 7 rijksmonumenten:
| Object | Oorspronkelijke functie?  | Bouwjaar  | Architect   | Locatie           | Coördinaten?                 | Nr.?   | Afbeelding |
| --- | ------------------------- | --------- | ----------- | ----------------- | ---------------------------- | ------ | --- |
| Vrijstaand woonhuis, waarschijnlijk vroeger behorende bij het Pesthuis. Voorste gedeelte met tentdak, achterste gedeelte even hoog, doch met zadeldak. Houten deuromlijsting | Woonhuis                  | 18e eeuw  |             | Pesthuislaan 3 A  | 52° 9' 56" NB, 4° 28' 32" OL | 25438  | Meer afbeeldingen |
| Voormalig cellengebouw voor militairen, onderdeel van het vroegere gevangeniscomplex in en rond het voormalige 17e-eeuwse Pesthuis                                           | Gerechtsgebouw            | 1848      |             | Pesthuislaan 4    | 52° 9' 55" NB, 4° 28' 27" OL | 515091 | Meer afbeeldingen |
| Pesthuis, thans onderdeel van Naturalis | Gezondheidszorg           | 1659-1662 |             | Pesthuislaan 7    | 52° 9' 54" NB, 4° 28' 31" OL | 25439  | Meer afbeeldingen |
| Villa, oorspronkelijk als directeurswoning gebouwd behorend bij het academisch ziekenhuis, in neo-Franse Renaissancestijl                                                    | Woonhuis                  | 1886      |             | Rijnsburgerweg 4  | 52° 10' 4" NB, 4° 28' 54" OL | 515062 | Villa, oorspronkelijk als directeurswoning gebouwd behorend bij het academisch ziekenhuis, in neo-Franse Renaissancestijl |
| Koetshuis behorend bij de villa en opgetrokken in Chaletstijl. | Bijgebouwen kastelen enz. | 1886      |             | Rijnsburgerweg 4  | 52° 10' 4" NB, 4° 28' 54" OL | 515063 | Koetshuis behorend bij de villa en opgetrokken in Chaletstijl.                                                            |
| Twee poortgebouwen van het uitgebreide academische ziekenhuiscomplex, waarvan na sloop slechts enkele delen resteren                                                         | Dienstwoning              | ca. 1925  |             | Rijnsburgerweg 8  | 52° 10' 6" NB, 4° 28' 52" OL | 515064 | Twee poortgebouwen van het uitgebreide academische ziekenhuiscomplex, waarvan na sloop slechts enkele delen resteren      |
| Poortgebouw | Onderwijs en wetenschap   | 1925-1928 | G.C. Bremer | Rijnsburgerweg 10 | 52° 10' 3" NB, 4° 28' 49" OL | 515102 | Meer afbeeldingen |

## Raadsherenbuurt
De Raadsherenbuurt kent 1 rijksmonument:
| Object | Oorspronkelijke functie? | Bouwjaar | Architect | Locatie            | Coördinaten?                  | Nr.?  | Afbeelding |
| --- | ------------------------ | -------- | --------- | ------------------ | ----------------------------- | ----- | --- |
| Gepleisterde boerderij, bestaande uit een gedeelte onder een geknikt schilddak, en een gedeelte onder pannen zadeldak. Ernaast een uit hout en steen opgetrokken schuur | Boerderij                | 18e eeuw |           | Groene Maredijk 94 | 52° 10' 37" NB, 4° 28' 47" OL | 25130 | Gepleisterde boerderij, bestaande uit een gedeelte onder een geknikt schilddak, en een gedeelte onder pannen zadeldak. Ernaast een uit hout en steen opgetrokken schuur |